# Muhovo
Muhovo (en serbe cyrillique : Мухово) est un village de Serbie situé sur le territoire de la Ville de Novi Pazar, district de Raška. Au recensement de 2011, il comptait 725 habitants.

## Démographie

### Évolution historique de la population
| 1948  | 1953  | 1961  | 1971 | 1981 | 1991 | 2002 | 2011 |
| ----- | ----- | ----- | ---- | ---- | ---- | ---- | ---- |
| 1 042 | 1 222 | 1 187 | 959  | 797  | 821  | 545  | 725  |

|  |